# آفات فراورده‌های انباری و روش‌های مبارزه
آفات فراورده‌های انباری و روش‌های مبارزه کتابی از ابراهیم باقری زنوز است که در سال ۱۳۶۵ منتشر و در مراسم کتاب سال جمهوری اسلامی ایران به‌عنوان کتاب برگزیده معرفی شد.